# 日高健一郎
日高 健一郎（ひだか けんいちろう、1948年 - ）は、日本の西洋建築史の研究者。　専門は、西洋建築史（ルネサンス建築史・ビザンティン建築史）・世界遺産学。筑波大学名誉教授。
2004年4月に筑波大学人間総合科学研究科に世界遺産専攻を開設し、専攻長を務める。2013年3月に筑波大学を定年で退職、同4月より東京藝術大学美術学部客員教授となる。2016年4月からは大阪大学国際公共政策研究科の招聘教授として、「歴史遺産と未来共生」プロジェクトに参加。
1990年より3次にわたり、文部省科学研究費によるハギア・ソフィア学術調査を研究代表として実施している。2009年から文部省科学研究費（基盤研究S）により、北アフリカ・中東の初期ビザンティン建築総合調査を行う。6世紀の地中海世界の建築史研究の一環として、ルーマニア、セルビアでも調査を実施。日本国内では、「近世日本の教育遺産群」（水戸市、足利市、備前市、日田市）の世界遺産登録推進運動を水戸市の学術委員・座長として進め、同遺産の日本遺産認定に関する学術的意義の取りまとめに貢献した。チュニジアでは、西部の都市ル・ケフのサンピエール聖堂を調査、建築遺跡を活用した同市の振興計画を提出した。リビアでは、東部のトクラ遺跡で発掘を始めたが、リビア紛争で中断を余儀なくされた。
ルネッサンス期の建築書の翻訳を進め、フランチェスコ・ディ・ジョルジョ・マルティーニの建築書の翻訳が出版されている。他に、レオナルド・ダ・ヴィンチの『パリ手稿K』、『パリ手稿B』の翻訳も出版。

## 学歴
- 1973年　東京大学建築学科卒業

東京大学大学院工学系研究科修士課程修了
東京大学大学院工学系研究科博士課程
- イタリア政府給費留学生としてローマ大学でルネサンス建築史を学ぶ
- 日本学術振興会特定国派遣研究者として、ローマ大学、在アテネ・イタリア考古学研究所で地中海建築の研究を進めた。

## 職歴
- 日本学術振興会奨励研究員
- 豊橋技術科学大学助手
- 筑波大学講師
- 筑波大学助教授
- 筑波大学教授
- 筑波大学世界遺産専攻専攻長
- 筑波大学世界文化遺産学専攻専攻長
- 東京藝術大学客員教授
- 大阪大学大学院国際公共政策研究科招聘教授

## 受賞歴
- 第15回マルコ・ポーロ賞（共同受賞）（1992年）
- 日本建築学会奨励賞(論文)　（1998年）

## 著書

### 共著
- 『建築巡礼17　イスタンブール』（谷水潤共著）丸善　1990年　ISBN 9784621035184
- 『NHKフィレンツェ・ルネサンス 2 ――美と人間の革新』（森田義之共著）日本放送出版協会 1991年　ISBN 9784140087602
- 『NHKフィレンツェ・ルネサンス 6 ――花の都の落日』（森田義之共著）日本放送出版協会 1991年　ISBN 9784140087640

## 翻訳
- 『ミケランジェロ素描全集』全4巻、講談社、1981年

シャルル・ド・トルナイ翻刻、佐々木英也、若桑みどり、長尾重武共訳
- ヴォルフガング・ブラウンフェルス『西洋の都市―その歴史と類型』丸善、1986年
- ジョルジョ・ヴァザーリ『ルネサンス彫刻家建築家列伝』白水社、1989年 ISBN 9784560039304

上田恒夫、篠塚二三男、佐藤康夫、小佐野重利、越川倫明、石鍋真澄、森田義之共訳
- カルロ・ペドレッティ（Carlo Pedletti）『建築家レオナルド』全2巻（河辺泰宏共訳）、学芸図書、1990年
- フランチェスコ・ディ・ジョルジョ・マルティーニ『建築論―ラウレンツィアーナ手稿』中央公論社、1991年
- 『レオナルド・ダ・ヴィンチ「パリ手稿K」』（三神弘彦共訳）岩波書店、1993年
- 『レオナルド・ダ・ヴィンチ「パリ手稿B」』（三神弘彦共訳）岩波書店、1995年
- カルロ・ヴェッチェ（Carlo Vecce）『カテリーナの微笑―レオナルド・ダ・ヴィンチの母』みすず書房、2024年